# Nunki
Nunki eller Sigma Sagittarii (σ Sagittarii, förkortat Sigma Sgr, σ Sgr) som är stjärnans Bayerbeteckning, är en trippelstjärna belägen i den mellersta delen av stjärnbilden Skytten. Den har en skenbar magnitud på 2,05 och är klart synlig för blotta ögat som den näst ljusaste stjärnan i stjärnbilden. Baserat på parallaxmätning inom Hipparcosuppdraget på ca 14,3 mas, beräknas den befinna sig på ett avstånd av ca 228 ljusår (ca 70 parsek) från solen. Då den befinner sig nära ekliptikan kan den ockulteras av månen och, mycket sällan, av någon planet.  Den senaste ockultationen av en planet ägde rum den 17 november 1981, när den ockulterades av Venus.

## Nomenklatur
Sigma Sagittaris har det traditionella namnet Nunki, vilket var ett assyriskt eller babyloniskt namn som återfanns av arkeologer och publicerades av R. H. Allen. År 2016 organiserade Internationella astronomiska unionen en arbetsgrupp för stjärnnamn (WGSN) med uppgift att katalogisera och standardisera riktiga namn för stjärnor. WGSN fastställde namnet Nunki för denna stjärna den 21 augusti 2016, och det är nu inskrivet i IAU:s Catalog of Star Names.
Nunki var tillsammans med Gamma Sagittarii, Delta Sagittarii, Epsilon Sagittarii, Zeta Sagittarii, Tau Sagittarii, Kaus Borealis och Fi Sagittarii, ingående i asterismen Tekannan.
Nunki var tillsammans φ Sgr,  τ Sgr, ζ Sgr och χ Sgr var Al Na'ām al Ṣādirah (النعم السادرة), de återkommande strutsarna.
I stjärnkatalogen i kalendern Al Achsasi al Mouakket benämndes denna stjärna Thanih al Sadirah, som översattes till latin som Secunda τού al Sadirah, vilket betyder "andra återkommande strutsen".

## Egenskaper
Nunki är en blå stjärna i huvudserien av spektralklass B2.5 V. Den har en massa som är omkring åtta gånger så stor som solens massa, en radie som är ca 4,5 gånger större än solens och utsänder från dess fotosfär ca 3 300 gånger mera energi än solen vid en effektiv temperatur på ca 18 900 K. Röntgenstrålning har detekterats från Nunki, strålningen uppskattas till 1,2 × 1 028 erg/s.